# Haliophyle depupillata
Haliophyle depupillata là một loài bướm đêm trong họ Noctuidae.